# Sidney Nolan
Sidney Robert Nolan, OM (Melbourne, Australia; 22 de abril de 1917-Londres, Inglaterra; 28 de noviembre de 1992) fue un pintor australiano, artista de gran versatilidad, que desarrolló una innovadora línea iconográfica inspirada a menudo en la historia y las viejas tradiciones de su Australia natal. Pasó una gran parte de su vida en Gran Bretaña.
Realizó sus estudios artísticos en su ciudad natal a mediados de la década de 1930.

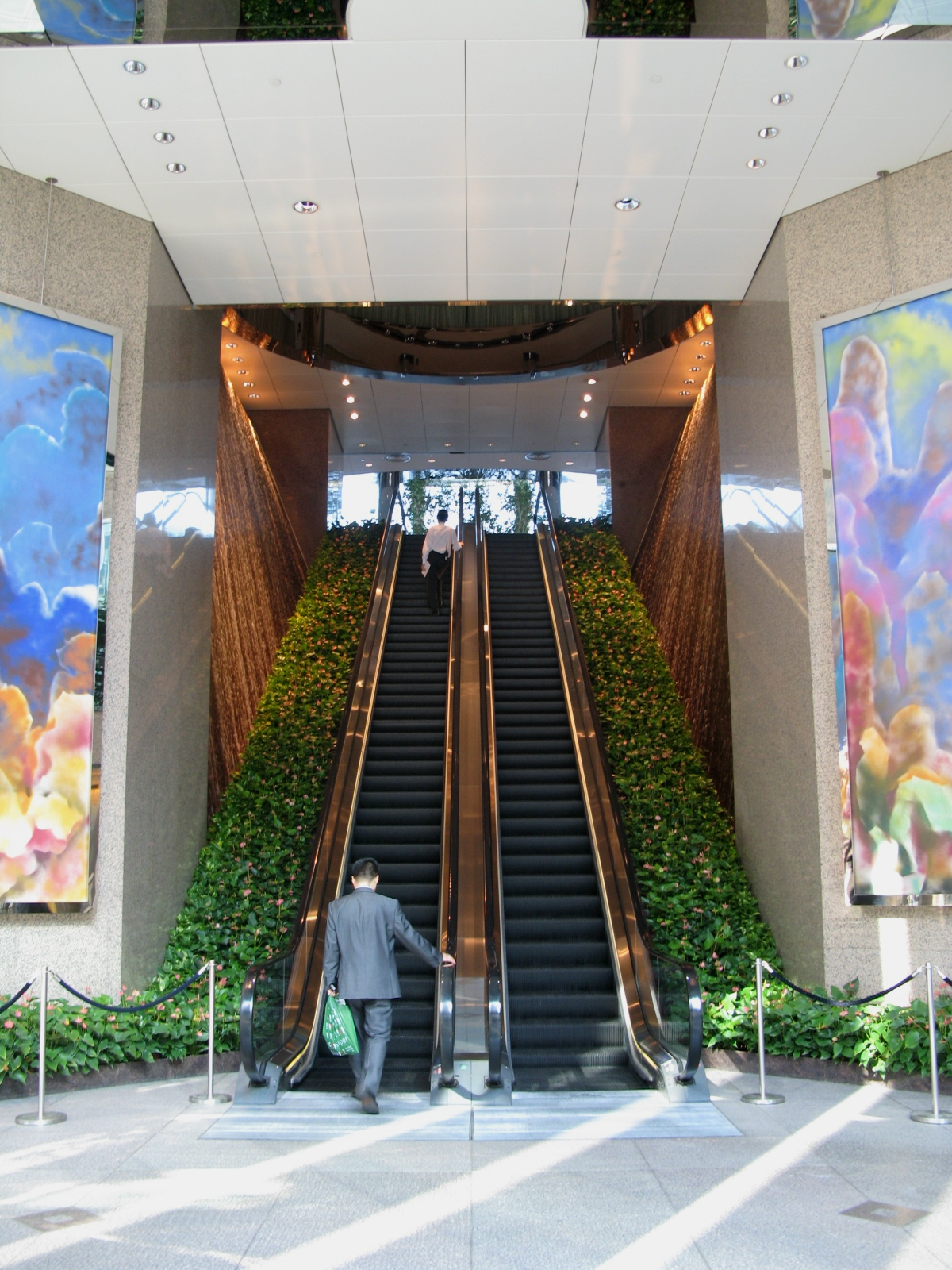
Pinturas en las paredes de la entrada del edificio HK Exchange Square

A través de reproducciones de sus obras, entró en contacto con algunos artistas de vanguardia, principalmente dadaístas y surrealistas. También conoció a John Reed, líder de un innovador grupo de artistas de Melbourne, con el que fundó en 1938 la Contemporary Art Society.
Tras su primera exposición individual del año 1940 en Melbourne, la reputación artística de Nolan se vio muy incrementada. Realizó su primera exposición en Londres en 1951, ciudad en la que se estableció desde aquel momento.
Tras una primera etapa de formas plenamente abstractas, Nolan desarrolló un estilo figurativo brillante, colorista y deliberadamente ingenuo. Su interés se centró principalmente en representar el desértico y yermo paisaje australiano, como en Carron Plains (1948, Museo de Arte de Nueva Gales del Sur, Sídney), así como también en los cuentos y las historias de carácter romántico.
En las décadas siguientes se dedicó a pintar otros temas, desde los exploradores antárticos hasta los paisajes chinos, utilizando una gran variedad de técnicas. Además de realizar numerosos grabados y dibujos, Nolan fue un escenógrafo teatral de gran éxito, especialmente para la Royal Opera House de Londres.
Pese a que la mayor parte de la carrera artística de Nolan tuvo lugar en un momento en que la pintura figurativa no estaba de moda, sus originales imágenes y su estilo simple y expresivo tuvieron una gran acogida popular. Es, según algunos historiadores, el artista australiano más significativo del siglo XX.